# The Jimmy Timmy Power Hour
Jimmy e Timmy: O Confronto (em inglês: The Jimmy Timmy Power Hour) é uma trilogia de filmes produzidos pela Nickelodeon que mistura os personagens e cenários das duas séries animadas "As Aventuras de Jimmy Neutron: O menino gênio" e "Os Padrinhos Mágicos". Foi lançado na Nickelodeon norte-americana no dia 7 de Maio de 2004 e lançado em DVD e VHS logo em seguida. 
O filme original gerou duas continuações: The Jimmy Timmy Power Hour 2: When Nerds Collide e The Jimmy Timmy Power Hour 3: The Jerkinators!

## Filmes

### Jimmy e Timmy: O Confronto (de 2004)
Procurando por um projeto para a feira de ciências, Timmy Turner deseja poder ser enviado para o melhor laboratório de qualquer universo. Quando Cosmo e Wanda cumprem esse desejo, Timmy é enviado para Retrovila, no universo ficcional do prodígio infantil Jimmy Neutron, que é enviado para Dimmsdale no universo de Timmy após ativar um transportador mágico criado por Cosmo e Wanda. Enquanto tentam retornar à seus respectivos universos, ambos interagem com os vários personagens secundários do universo um do outro e Timmy se envolve romanticamente com a colega de classe de Jimmy, Cindy Vortex. Mas com Timmy mexendo com Goddard, o cachorro robótico de Jimmy, e o transportador mágico sendo apreendido pelo Sr. Crocker, o insano professor de Timmy, ambos os universos ficam ameaçados.

### Jimmy e Timmy: O Confronto 2 - Quando os manés colidem (de janeiro de 2006)
Timmy e Jimmy entram no mundo um do outro pela segunda vez, querendo ambos convidarem Cindy para o baile da escola comemorando a sexta-feira 13. Na tentativa de conquistar os afetos de Cindy, os dois se envolvem em uma batalha de inteligência que envia Jimmy e seus amigos para Dimmsdale. Enquanto Jimmy procura provar que Timmy é um cientista fraudulento, Cosmo e Wanda tentam manter sua existência em segredo do povo de Retrovila. Enquanto isso, o professor Catástrofe, do universo de Jimmy, desencadeia uma onda de anti-fadas no Mundo das Fadas, o que ameaça a rotação da Terra de Timmy. Jorgen, o chefe das fadas, do universo de Timmy, fica irritado com os amigos de Jimmy e Timmy e com a manipulação da magia das fadas. 

### Jimmy e Timmy: O confronto 3 - Os manés exterminadores (de julho de 2006)
Em seu terceiro e último encontro, Timmy e Jimmy fazem as pazes enquanto tentam derrotar os inimigos de seus próprios universos - incluindo um monstro que eles inventaram - enquanto rejeitam acidentalmente seus respectivos amigos no processo, incluindo Cindy. Inicialmente, eles são incapazes de tornar o monstro mal o suficiente para combatê-los adequadamente, mas quando conseguem, ele absorve a magia de Cosmo e Wanda e a inteligência de Jimmy, e começa a destruir os universos de ambas as crianças.

## Lançamento e recepção
De acordo com a Variety, o primeiro filme foi assistido por quase cinco milhões de telespectadores em sua estréia no Nickelodeon, em 7 de maio de 2004. Terry Kelleher, da  People, deu ao primeiro filme três estrelas em quatro, chamando-o de "uma explosão de criatividade", embora difícil de seguir. The Washington Post Da mesma forma, elogiou. The network considered it a success. O segundo filme, exibido no dia 16 de janeiro de 2006, foi visto por quase 5,5 milhões de espectadores, segundo o The New York Times. O terceiro e último filme foi ao ar em 21 de julho de 2006.